# Eliška Desortová
Eliška Desortová (* 19. April 2000 in Ostrava) ist eine tschechische Handballspielerin.

## Karriere
Eliška Desortová spielte bis 2022 in Tschechien für DHC Sokol Poruba. 2022 wechselte sie in die Slowakei zu HC DAC Dunajská Streda.
Ihr Debüt für die tschechische Nationalmannschaft gab sie im November 2019 gegen die Schweiz. Ihr erstes großes Turnier war die Weltmeisterschaft 2023, wo sie mit Tschechien den 8. Platz belegte.